# Шарл Ланоа
Шарл Ланоа (око 1487 - 23. септембар 1527) био је низоземски војсковођа, учесник Италијанских ратова.
У Италијанском рату (1493—1516) борио се у војсци Максимилијана I у Низоземској и у горњој Италији против Француза. Карло V га је 1522. година наименовао за вице-краља Напуљске краљевине, а 1523. године постао је врховни командант царских трупа у Италији. Учествовао је у Италијанском рату (1521—1526) и истакао се у бици код Павије 24. фебруара 1525. заробивши француског краља Франсоа I. Умро је 23. септембра 1527. године у Напуљу после краће болести. 